# Cerkiew św. Jerzego w Kirenii
Cerkiew św. Jerzego – nieczynna prawosławna cerkiew w Kirenii.
Zgodnie z inskrypcją na murach obiektu, świątynia została wzniesiona z datków osób prywatnych w 1917 na ruinach starszej cerkwi, najprawdopodobniej o średniowiecznym rodowodzie. Jest to jednonawowa bazylika wsparta na trzech łukach, z elementami stylu klasycystycznego (wygląd okien i drzwi świątyni). Od strony północnej zdobiące obiekt kolumny wykonano w stylu jońskim.
Cerkiew była pierwotnie siedzibą parafii, jednak od czasu tureckiej inwazji na Cypr w 1974 i powstania republiki Cypru Północnego, co stało się przyczyną ucieczki miejscowych Greków cypryjskich wyznania prawosławnego, nie jest użytkowana liturgicznie. We wnętrzu obiektu znajduje się jednak komplet utensyliów liturgicznych oraz ikonostas.
Istnieją świadectwa, że przed 1974 świątynia cieszyła się szacunkiem także wśród miejscowych Turków.